# Schloss Fürstenberg (Fürstenberg an der Weser)

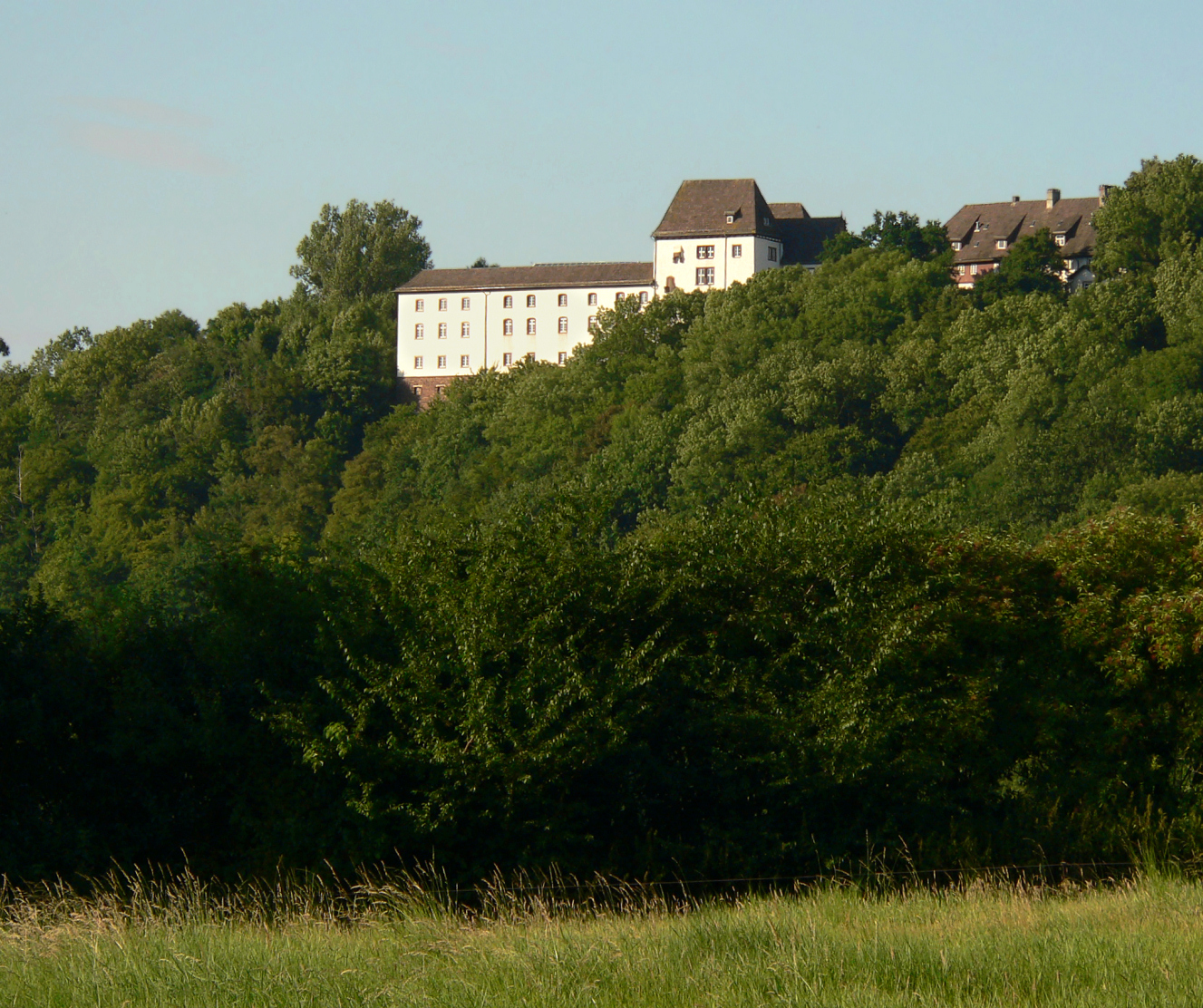
Schloss Fürstenberg vom Wesertal aus gesehen

Das Schloss Fürstenberg befindet sich in Fürstenberg (Weser) im Landkreis Holzminden im Naturpark Solling-Vogler und ist Sitz der 1747 gegründeten Porzellanmanufaktur Fürstenberg.
Das unter Denkmalschutz stehende Schloss beherbergt seit 1957 das Museum Schloss Fürstenberg der Porzellanmanufaktur.

## Geschichte

### Mittelalter
Der markante Felsvorsprung über der Weser als Felsrücken des Kathagenberges erscheint schon 1130 unter dem Namen „Vorstenberch“ (Forstinberg) in den Quellen. Zu welchem Zeitpunkt hier erstmals eine Burg zur Sicherung des Heerweges und der Wesergrenze gegenüber der Brunsburg und der Stadt Höxter auf der anderen Weserseite entstand, ist bislang ungeklärt. Der Fürstenberg kam um 1300 als Lehen des Klosters Corvey zum Fürstentum Braunschweig-Wolfenbüttel und wurde 1355 erstmals urkundlich erwähnt. 1382 war die Turmburg Eigentum des Herzogs Otto I. von Braunschweig-Göttingen und gehörte zum Fürstentum Göttingen. Im Schmalkaldischen Krieg wurde Fürstenberg 1545 von hessischen Truppen eingenommen und weitgehend zerstört.
Einer von Johannes Letzner berichteten Sage zufolge gehörte die Burg im Frühmittelalter zur Grafschaft Dassel.

### Neuzeit

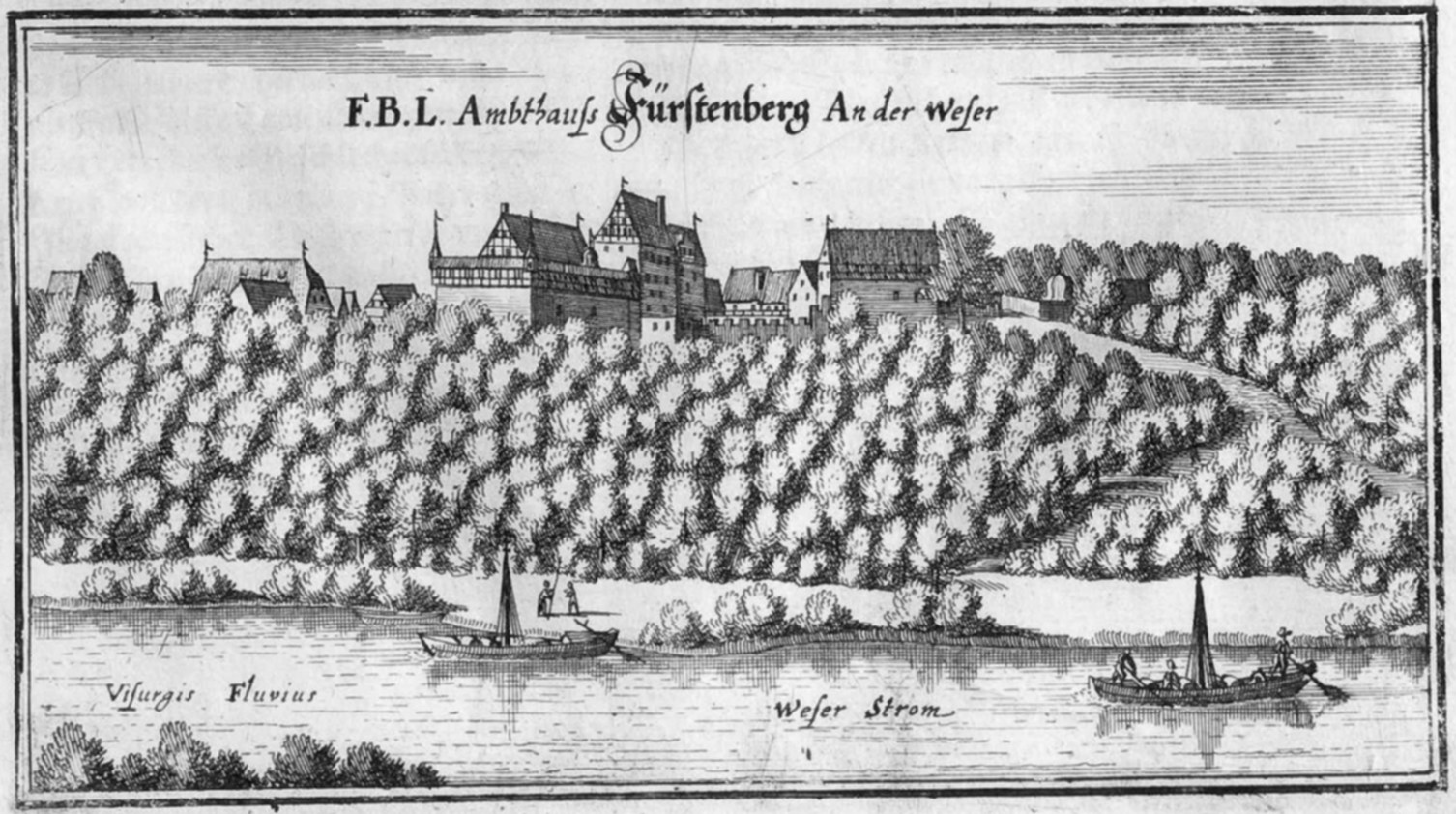
Die erste bildliche Darstellung von Schloss Fürstenberg als Merian-Kupferstich um 1650

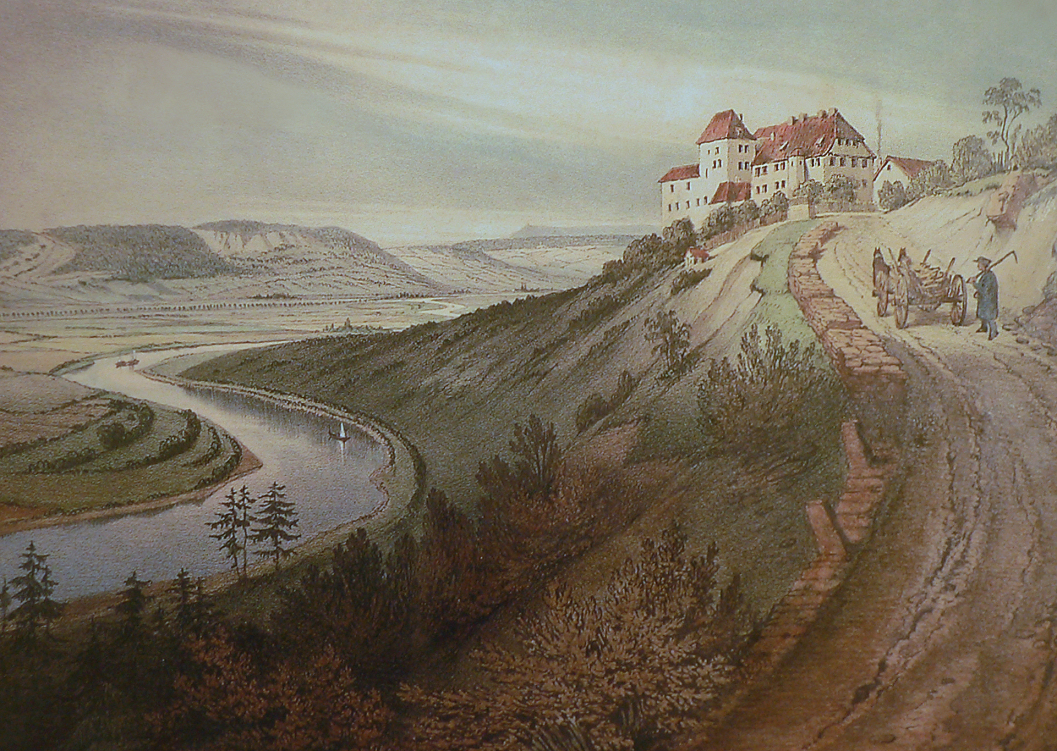
Schloss Fürstenberg und der Kathagenberg, etwa 18. Jahrhundert

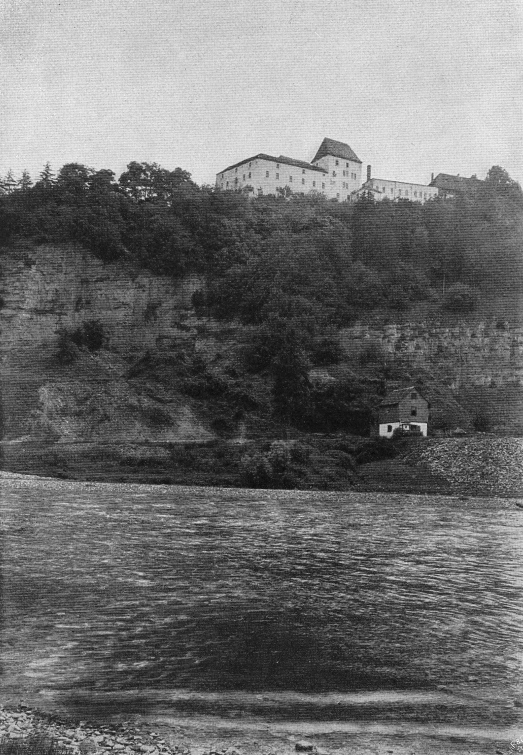
Schloss Fürstenberg oberhalb der Weser, Foto von 1909

Um 1600 baute Herzog Heinrich Julius von Braunschweig-Wolfenbüttel die Befestigungsanlage zu einem Jagdschloss um, dessen Fassade im Baustil der Weserrenaissance errichtet wurde. Das Jagdschloss war zugleich Sitz des Amtes Fürstenberg, von wo aus die fürstlichen Ländereien und Waldgebiete verwaltet wurden. Mitte des 18. Jahrhunderts wurde das Schloss nur noch teilweise als Jagdschloss genutzt und Karl I. von Braunschweig-Wolfenbüttel beauftragte seinen Hofjägermeister Johann Georg von Langen mit der Errichtung einer Porzellanmanufaktur, die am 11. Januar 1747 gegründet wurde und deren Sitz seit etwa 1750 im Schloss war.
Die bisherigen Amtsgebäude wurden nach außerhalb des Schlosses verlegt und weitere Fertigungsgebäude sowie Brennöfen im Schloss errichtet. Von 1807 bis 1813 gehörte das Schloss mit der Manufaktur zum napoleonischen Königreich Westphalen und kam nach dem Wiener Kongress zum Herzogtum Braunschweig. Im 19. Jahrhundert soll Annette von Droste-Hülshoff die Porzellanmanufaktur in Fürstenberg als das „rauchende Schloss“ bezeichnet haben. 
Mehrere Reisen führten die bekannte deutsche Dichterin zwischen 1818 und 1843 zur Verwandtschaft nach Schloss Wehrden auf der anderen Weserseite, hier wohnte und arbeitete sie in dem polygonalen Turmbau im Park, mit freiem Blick auf das Schloss Fürstenberg.

### 20. und 21. Jahrhundert
1972 wurden neben dem Schloss neue Produktionsgebäude für die Porzellanmanufaktur errichtet und die Produktion im Schloss eingestellt. Die nachträglichen Anbauten am ursprünglichen Schloss wurden wieder entfernt. Das heute unter Denkmalschutz stehende Schloss beherbergt seit 1957 das Museum der Porzellanmanufaktur und gibt einen Überblick über deren Produktion von den Anfängen zur Zeit des Rokoko bis zum heutigen Tage.
Seit 1997 wurden auch Theateraufführungen durch die 2015 aufgelöste Schlosstheater GmbH aufgeführt. Des Weiteren gibt es seit Jahren einen traditionellen Weihnachtsmarkt der Kunsthandwerker und einen Ostereiermarkt im Schloss in Fürstenberg.
Wegen umfangreicher Modernisierungsarbeiten war das Schloss vom Oktober 2015 bis zum März 2017 geschlossen. Die Ausstellung wurde in dieser Zeit in der Alten Remise gezeigt. Rund fünf Millionen Euro wurden in die Sanierung der historischen Anlage und in die neugestaltete Porzellanausstellung investiert. Im März 2017 wurde das neue Museum Schloss Fürstenberg innerhalb des Schlosses eröffnet. Dazu gehören neben der neu gestalteten Dauerausstellung eine Besucherwerkstatt sowie themenbezogene Sonderausstellungen.
Im ehemaligen Kavalierhaus des Schlosses ist das Schlosscafé und Restaurant Bistro CARL eingerichtet. Hier werden alle Speisen auf Fürstenberger Porzellan serviert.

## Beschreibung
Im heutigen Schlossgebäude sind Teile der mittelalterlichen Burg integriert. Im Südflügel des Schlossgebäudes steckt als Kern ein rechteckiger Wohnturm, der aus der Mitte des 14. Jahrhunderts stammen kann. In seinem Erdgeschoss befand sich auch die 1899 profanierte Kapelle. Ein mit Schießscharten versehener Anbau am Südwesteck, das sogenannte Schwalbennest, könnte ursprünglich ein Zwinger zum Schutz des Zugangs gewesen sein, sein heutiges Dach war 1749 noch nicht vorhanden. Der Schlossbereich war durch einen Graben mit Zugbrücke von der dreiflügeligen Vorburg abgeteilt, die auf dieselbe Weise befestigt war. Bei Ausgrabungen wurde 1985 vom ältesten Baubestand der Burg zudem die 1 m breite Ringmauer aus gemörtelten Sandsteinplatten mit vorgelagertem, 2 m tiefen Graben sowie Reste eines halbkreisförmigen Turmes aufgedeckt.
1654 werden in der Beschreibung von Merian zwei Häuser mit zwei Zugbrücken sowie ein hinterer Platz mit hohen Mauern und Wehrgang erwähnt. Der dazugehörige Stich zeigt noch die ursprünglichen, heute ausgemauerten Fachwerkgiebel.
Das bestehende Schlossgebäude besteht aus einem Nord- und einem Südflügel, in deren Mitte ein Torgebäude zum Vorplatz hin hervortritt. Auf dessen Rückseite erschließt ein Treppenhaus die einzelnen Flügel. Westlich schließt sich der ehemalige Produktionsbereich der Porzellanmanufaktur an. Dieser überdeckt den ehemaligen Burghof, der von einer Ringmauer mit Fachwerkwehrgang umgeben war.  